# Straat van Henitsjesk

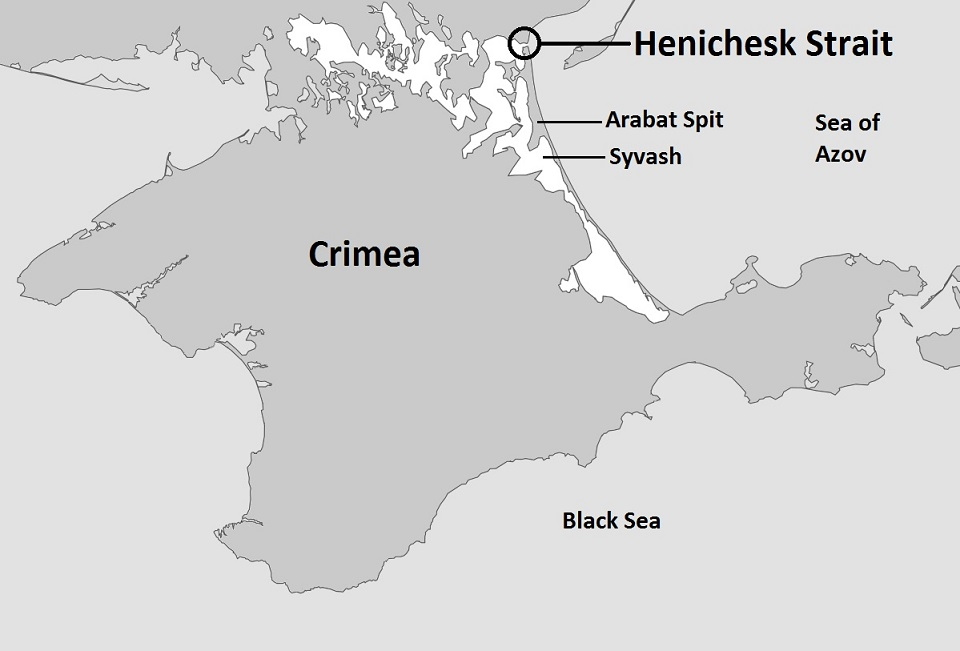
Locatie straat

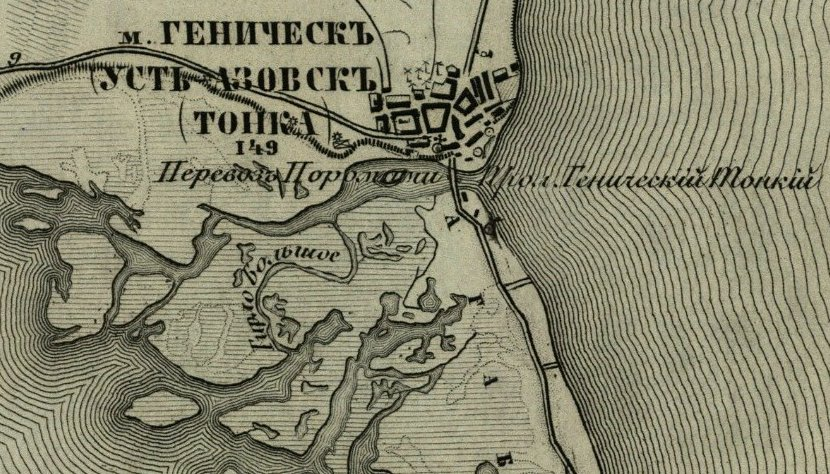
De straat op een kaart uit de 19e eeuw

De Straat van Henitsjesk (Russisch: Генический пролив, Oekraïens: Генічеська протока) is een smalle zeestraat tussen Syvasj en de Zee van Azov. Het voorkomt dat de Schoorwal van Arabat aan het vasteland van Oekraïne vastzit, maar de straat behoort wel tot Oekraïne.
De straat is zo'n 4 kilometer lang en tussen de 80 en 150 meter breed. De gemiddelde diepte is ongeveer 4,5 meter. De stroming in de straat is sterk afhankelijk van de windrichting. Ten noorden van de straat ligt de havenplaats Henitsjesk. 